# Mary Gordon-Watson
Mary Diana Gordon-Watson (Blandford, 3 de abril de 1948) es una jinete británica que compitió en la modalidad de concurso completo.
Participó en los Juegos Olímpicos de Múnich 1972, obteniendo una medalla de oro en la prueba por equipos (junto con Richard Meade, Bridget Parker y Mark Phillips) y el cuarto lugar en la prueba individual.
Ganó dos medallas de oro en el Campeonato Mundial de Concurso Completo de 1970 y dos medallas de oro en el Campeonato Europeo de Concurso Completo, en los años 1969 y 1971.

## Palmarés internacional
| Juegos Olímpicos   | Juegos Olímpicos          | Juegos Olímpicos | Juegos Olímpicos |
| Año                | Lugar                     | Medalla          | Categoría        |
| ------------------ | ------------------------- | ---------------- | ---------------- |
| 1972               | Múnich (RFA)              | Medalla de oro   | Por equipos      |
| Campeonato Mundial |                           |                  |                  |
| Año                | Lugar                     | Medalla          | Categoría        |
| 1970               | Punchestown (Irlanda)     | Medalla de oro   | Individual       |
| 1970               | Punchestown (Irlanda)     | Medalla de oro   | Por equipos      |
| Campeonato Europeo |                           |                  |                  |
| Año                | Lugar                     | Medalla          | Categoría        |
| 1969               | Le Pin-au-Haras (Francia) | Medalla de oro   | Individual       |
| 1971               | Burghley (Reino Unido)    | Medalla de oro   | Por equipos      |